# Chigny-les-Roses
Chigny-les-Roses är en kommun i departementet Marne i regionen Grand Est (tidigare regionen Champagne-Ardenne) i nordöstra Frankrike. Kommunen ligger i kantonen Verzy som tillhör arrondissementet Reims. År 2022 hade Chigny-les-Roses 525 invånare.

## Befolkningsutveckling
Antalet invånare i kommunen Chigny-les-Roses
| Referens: INSEE |